# Механников, Илья Иванович
Илья́ Ива́нович Меха́нников (9 июля 1910, Российская империя — 2 августа 1960, Красноярск, СССР) — советский хозяйственный, государственный и политический деятель.

## Биография
Родился 9 июля 1910 года на территории современной Белоруссии. Член ВКП(б).
С 1930 года - на хозяйственной, общественной и политической работе.
В 1930-1960 гг. — студент курсов землеустроителей, работал в Чите и Красноярске.
В 1937 году окончил Томский индустриальный институт.
Участник Великой Отечественной войны. В боях потерял правую руку.
С 1955 года — председатель Красноярского городского исполнительного комитета.
Избирался депутатом Верховного Совета РСФСР 5-го созыва.
Умер 2 августа 1960 года в Красноярске. Похоронен на Николаевском кладбище.